# Chaetocarpus globosus
Chaetocarpus globosus là một loài thực vật có hoa trong họ Peraceae. Loài này được (Sw.) Fawc. & Rendle mô tả khoa học đầu tiên năm 1919.